# Sofia Nădejde

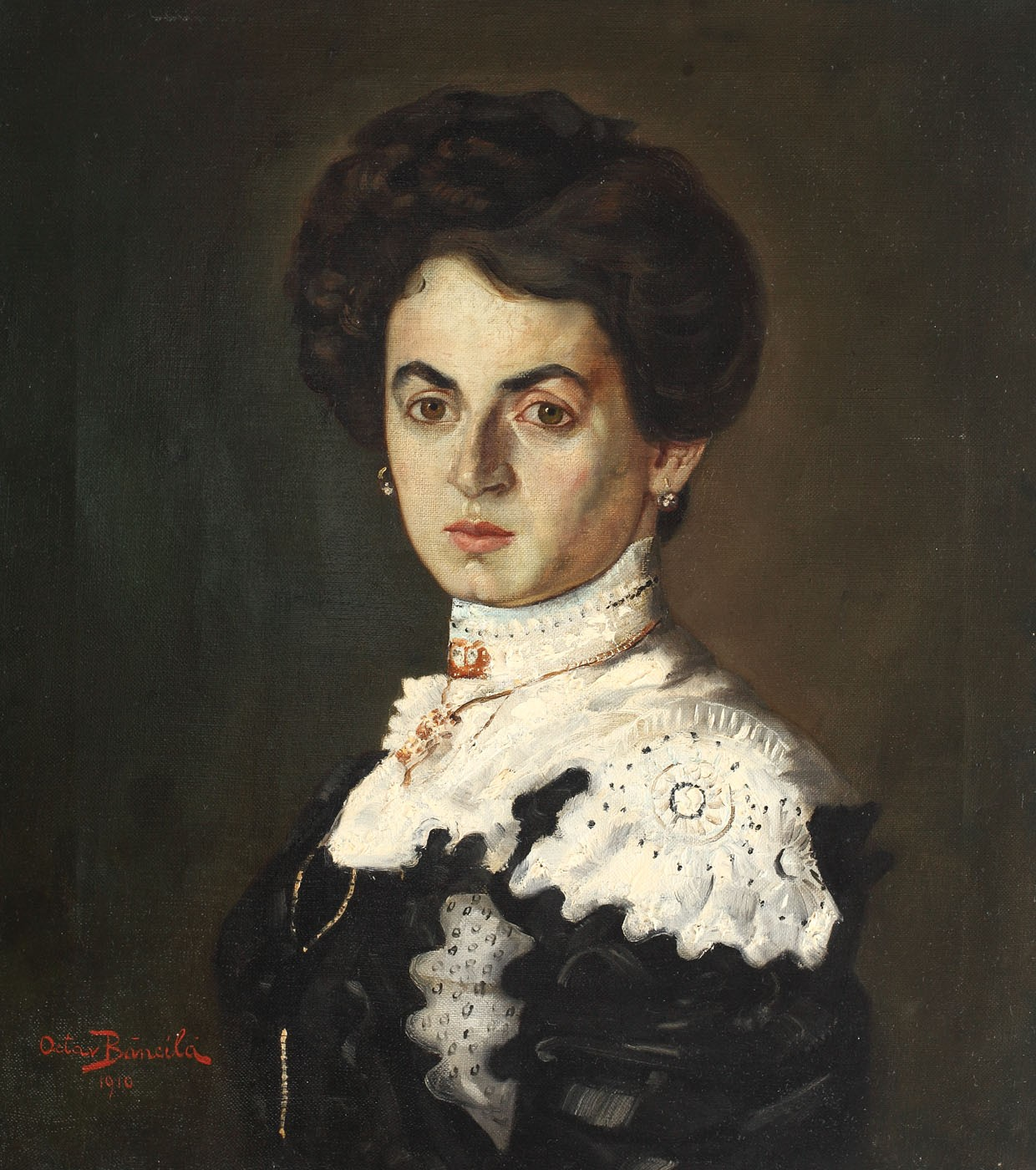
Sofia Nădejde (n. Băncilă) - portret de Octav Băncilă

Sofia Nădejde (nume de fată: Băncilă, n. 14 septembrie 1856, Botoșani – d. 11 iunie 1946, București) a fost o prozatoare feministă română, prima femeie care a scris primul roman feminist din istoria literaturii române. A fost căsătorită cu Ioan Nădejde, fiind sora pictorului Octav Băncilă.

## Biografie
S-a născut la Botoșani fiind fiica lui Vasile Băncilă Gheorghiu și Puheria-Profira Neculae, țărani liberi (răzeși). Anul nașterii Sofiei Nădejde a fost multă vreme controversat. Dim.D.Rosetti și chiar G. Călinescu (în Cronica optimismului, amintită) îl indică 1858. Adevărul a fost restabilit când fiica ei, Victoria Beldiceanu, a arătat că este 1856, dată confirmată prin documentele cercetate de cel mai competent și complet dintr biografii ei, Victor Vișinescu, care precizează : 14 septembrie 1856.  A studiat la „Pensionul Glowaska” din Botoșani (a fost prima femeie din România care a avut dreptul să susțină bacalaureatul într-un liceu de băieți) iar în 1874 s-a căsătorit cu Ioan Nădejde (1854 - 1928), cu care a avut șase copii.  Și-a găsit timpul să fie „o mamă duioasă și în același timp exigentă, așa cum își amintea una din fiicele ei, Victoria Beldiceanu.Și-a crescut cu dragoste pe cei șase copii ai ei ( un al șaptelea a murit de mic), ca și pe frații ei rămași orfani, printre care Octav Băncilă, căruia i-a îndrumat pașii spre artă. După stabilirea la Iași în 1876 a început o activitate febrilă în mișcarea socialistă. A debutat publicistic în „Femeia Română”, București, cu o pledoarie pentru emanciparea femeii și a continuat să publice în „Contemporanul”, la Iași. Se afirmă ca un lider al mișcării feministe.S-a făcut remarcată prin polemica cu Titu Maiorescu, asupra capacităților intelectuale ale femeilor. Maiorescu susținea că deoarece creierul femeii este mai mic decât cel al bărbatului și posibilitățile sale intelectuale sunt mai mici, de aici nevoia  de tutelare din partea bărbatului. Sofia Nădejde a dovedit falsitatea acestei teze, aducând în sprijin dovezi ale studiilor științifice ale vremii.

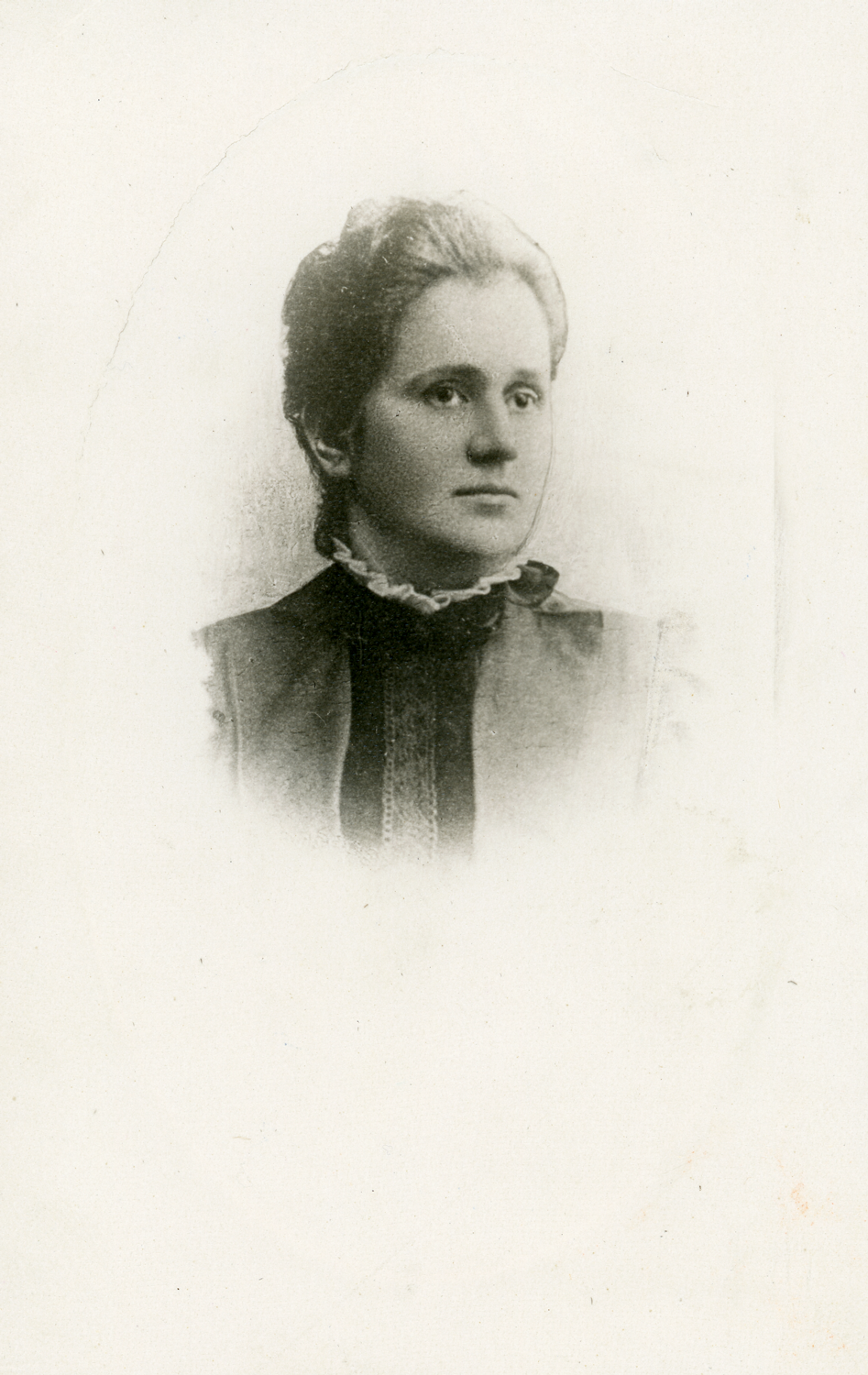
Sofia Nadejde in 1895

În 1884 conduce „Evenimentul literar”, apărut la Iași. În același an a început activitatea la București unde a ținut numeroase conferințe la Clubul muncitorilor din București, dar și în restul țării. În 1897 devine președinta Congresului al IV-lea al PSDMR. A scris schițe, nuvele, romane, teatru.
Izabela Sadoveanu i-a făcut următorul portret: „Coana Pica a fost în totdeauna simplă ca un copil, plină de bun simț ca o țărancă sănătoasă la trup și minte, personală, pasionată și excesivă ca o adevărată fire feminină în toate manifestările ei. Vasta ei cultură, interesul nesecat pentru știință și lucrurile intelectuale n-au făcut decât să ilumineze calitățile unei puternice, multiple și diferențiate individualități.”

## Lucrări principale
- O iubire la țară, dramă (1881)
- Din chinurile vieții, nuvele (1895)
- Fiecare la rândul său, nuvele (1895)
- Fără noroc, dramă (1898)[15]
- Robia banului, roman (1906)
- Părinți și copii, roman (1907)
- Patimi, roman (1903)
- Ghica Vodă, domnul Moldovei, dramă, 1899
- Irinel sau întâmplările unui român în Rusia, Mangiuria și Japonia, roman
- Chestiunea femeilor, Femeia română, I, no. 11 (1879)
- Nădejde, Sofia. Despre creierul femeii și alți demoni. Antologia textelor publicistice [About Women’s Brain and Other Demons: The Anthology of Publicistic Texts], edited by Maria Cernat and Adina Mocanu. Pitești: Editura Paralela 45, 2019.
- Nădejde, Sofia. Părinți și copii [Parents and Children], 2nd edition, preface by Ștefan Baghiu. Bucharest: Publisol, 2022.
- Nădejde, Sofia. Patimi [Passions], 2nd edition, preface by Ștefan Baghiu. Bucharest: Publisol, 2021.

## Premiile „Sofia Nădejde”
În 2018, la inițiativa poetei Elena Vlădăreanu, s-au înființat Premiile „Sofia Nădejde” pentru Literatură Scrisă de Femei. Premiile se decernează anual în cadrul unei Gale, iar categoriile de premii acordate sunt: Poezie, Proză, Debut Poezie, Debut Proză precum și premiile speciale pentru Inovație și Contribuții Deosebite Aduse Literaturii. Premiile au ajuns la cea de-a V-a ediție, în anul 2022, când proiectul a fost întrerupt.